# Army of Freshmen
Army of Freshmen, est un groupe américain de pop punk, originaire de Ventura, en Californie. Ils ont donné plus de 1 500 concerts dans 13 pays et 43 États américains. Le groupe compte trois albums et quatre singles depuis leur première sortie en 2001. Ils ont également signé avec plusieurs labels, dont Blue Hand Records, 33rd Street Records.

## Histoire
En 2000, le groupe fait sa première tournée, 2 semaines sur la côte est, dans le même minibus dans lequel Jay a quitté la maison. La tournée est réservée de manière totalement indépendante de tout manager, label ou agent. Fort d'une démo de 3 chansons et d'une large base de fans de la région de Ventura, en 2000, le groupe est découvert par le directeur musical, Rod Ensminger, qui les signe sur son label, Blue Hand Records. En 2001, le groupe sort son premier album éponyme, produit par Jay Ferguson, membre du groupe de rock des années 1960 Spirit.
Pour soutenir leur premier album, Army of Freshmen tourne à l'été 2001 sur le Moto Music Madness Tour, une tournée de moto-cross freestyle et de musique qui a joué plus de 50 dates à travers les États-Unis, y compris une poignée de dates sur le Warped Tour. Fin 2002, Nielsen quitte le groupe, et est remplacé par Kai Dodson, un musicien de Ventura et ami proche du groupe. À peu près à la même époque, le groupe signe sur un label au Japon qui sort son album éponyme dans ce pays en 2003. Pour soutenir la sortie, Army of Freshmen est invité à jouer au Summersonic, un festival musical majeur au Japon aux côtés de groupes majeurs comme Radiohead et The Doors. Cet événement conduit à la première attention internationale d'Army of Freshmen lorsque, bien qu'il s'agisse de l'acte le moins connu du festival, leur set a reçu des critiques élogieuses dans la presse musicale japonaise.
Le groupe signe avec 33rd Street Records, un label indépendant appartenant à Tower Records, et entre en studio pour enregistrer son deuxième album, Beg, Borrow, Steal fin 2003. L'album comprend le single Get Um Up, qui entre pendant 5 semaines dans le top 20 des classements spécialisés des radios alternatives américaines. Après la sortie de Beg, Borrow, Steal en 2004, le groupe retourne au Japon pour soutenir The Living End. Lors de la tournée Warped en 2004, le batteur Mike Rini quitte brusquement le groupe à l'une des dates canadiennes de la tournée. Mike Milligan, un batteur de Chicago dont le groupe précédent avait joué plusieurs concerts avec Army of Freshmen, les rejoint peu de temps après.
Après le Warped Tour, le groupe part en tournée au Royaume-Uni pour la première fois. Une compilation de Brand New Hero Records contenant des chansons de Army of Freshmen, intitulée Casino Chips and Sunset Strips, sort au Royaume-Uni pour coïncider avec la tournée. La tournée s'est terminée avec la demande de Army of Freshmen d'ouvrir pour Bowling For Soup pour 3 des dates de tournée de ce groupe au Royaume-Uni.
En 2005, le groupe fait une tournée estivale en tête d'affiche toujours pour soutenir Beg, Borrow, Steal et est retourné au Royaume-Uni cet automne pour une tournée à guichets fermés pour Bowling for Soup. Pour soutenir la tournée, ils sortent un EP, At the End of the Day, enregistré au Texas et produit par Jaret Reddick de Bowling For Soup. À l'été 2006, Army of Freshmen et Bowling for Soup fondent le Get Happy Tour auquel ils apparaissent, un voyage à forfait populaire qui a parcouru les États-Unis en 2006 et 2007, le Royaume-Uni à deux reprises en 2007 et a également fait un court voyage. Organisée en Europe en 2017. La tournée comprenait des événements d'interaction avec les fans et un spectacle familial. Parmi les autres groupes apparus aux côtés d'AOF et BFS lors des différentes tournées Get Happy, citons Bloodhound Gang, Zebrahead, Wheatus, Son of Dork, Punchline, Lucky Boys Confusion, Quiet Drive et Melee.
Au printemps 2011, Army of Freshmen ouvre la scène principale du Groezrock, en Belgique. En plus de Groezrock, ils se produisent au festival des Artefacts en France, au festival Paaspop aux Pays-Bas, et sont les têtes d'affiche d'une semaine de concerts au Royaume-Uni.
Dans une annonce surprise le 22 septembre 2017, Army of Freshmen annonce célébrer son 20e anniversaire en février 2018 avec le retour du Get Happy Tour au Royaume-Uni. Army of Freshmen rejoindra de nouveau Bowling for Soup et des invités spéciaux, The Aquabats pour le premier Get Happy en 11 ans. Le groupe joue également un concert anniversaire dans leur ville natale (Ventura, Californie) en octobre 2018. Fin 2019 et début 2020, le groupe sort trois nouveaux singles, Well May Her World Go Round, Everything is Beautiful et Promise. Enregistrés par John Sveiven aux Arkive Studios à Ventura, ces enregistrements marquent de nouvelles sorties de Army of Freshmen depuis Happy to Be Alive en 2012.

## Discographie

### Albums studio
- 2001 : Army of Freshmen
- 2004 : Beg, Borrow, Steal
- 2006 : Under the Radar
- 2008 : Above the Atmosphere
- 2012 : Happy to be Alive

### EP
- 2005 : At the End of the Day